# Catherine Leblanc
Pour les articles homonymes, voir Leblanc.
Catherine Leblanc, née à Cholet (Maine-et-Loire) en 1956, est une écrivaine française. Elle est décédée en septembre 2021.Elle écrit des romans, des  proses courtes, des poèmes  et des livres pour la  jeunesse. 

## Œuvres

### Littérature générale
- Fragments de bleu, Oslo, 2008
- Silences, nouvelles, Les Découvertes de la Luciole, 2007  (ISBN 9782952545020)
- Le problème avec les maths, Éditions du Rouergue, 2001 ; Actes Sud, 2007
- C'est maintenant ou jamais, nouvelles, La Martinière, 2003  (ISBN 978-2846750622 et 2846750629)
- Rencontres, proses courtes, illustré par Agnès Caillou, Soc et Foc, 2003  (ISBN 978-2912360243 et 2912360242)
- Touché, L'Amourier, 2001  (ISBN 978-2911718694 et 2911718690)
- Des étoiles sur les genoux, poèmes, illustré par Florence Gilard, Le Dé Bleu, 2000  (ISBN 978-2840311072 et 2840311070)
- Le voile est très mince qui nous sépare des choses, poèmes, La Renarde rouge, 2000  (ISBN 978-2910861162 et 2910861163)

### Romans jeunesse
- Mon frère, Oskar, 2009
- Un père encombrant, Oskar 2008
- Ma couleur, illustré par Sophie Charpin, Balivernes, 2007  (ISBN 978-2350670126 et 2350670120)
- Appuie sur la touche étoile, Oskar, 2007
- Un enfant parfait, Oskar, 2007
- Rester vivante, Actes Sud, 2007  (ISBN 978-2742766949 et 2742766944)
- Rock de Lou, Petit à Petit, 2007  (ISBN 978-2849490716 et 2849490717)
- Un jour, ma vie..., La Martinière, 2004  (ISBN 978-2732431253 et 2732431257)

### Albums
- La pluie, Mijade 2008
- Comment ratatiner les loups ?, Glénat, 2008
- Comment ratatiner les monstres ?, Glénat, 2008
- Viens, on va chercher un poème, illustré par Olivier Thiébaut, Sarbacane, 2008
- Litli, photos de Séverine Thévenet, Où sont les enfants ? 2008
- Ma mauvaise humeur, illustré par Orit Bergman, Le Rouergue, 2006  (ISBN 978-2841567393 et 2841567397)
- Le monde n'est jamais fini, poèmes, La Renarde rouge, 2005  (ISBN 978-2910861582 et 2910861589)
- La chanson de Simon, illustré par Silvana Mazet, Grandir, 2002  (ISBN 978-2841662128 et 2841662128)
- La cavale, illustré par Silvana Mazet, éditions Grandir, 2002